# Kościół św. Wita w Karczewie
Kościół świętego Wita w Karczewie – rzymskokatolicki kościół parafialny należący do dekanatu Otwock-Kresy diecezji warszawsko-praskiej.

## Charakterystyka
Murowana świątynia została wzniesiona w latach 1732-1737 w stylu baroku piemonckiego przez marszałka wielkiego koronnego Franciszka Bielińskiego. Projekt jest przypisywany Jakubowi Fontanie. W 1733 roku budowla została konsekrowana przez biskupa płockiego Andrzeja Załuskiego. W 1865 roku kościół spłonął podczas pożaru miasta. Odbudowany został dzięki staraniom rodu Kurtzów. W latach 1910 – 1913 świątynia została rozbudowana według projektu Hugona Kudery o transept, dwie łączące się z nim kaplice od strony zachodniej oraz prezbiterium z zakrystią. W dniu 20 czerwca 1915 roku kościół został ponownie konsekrowany przez kardynała Aleksandra Kakowskiego. W 1944 roku świątynia została uszkodzona, ale została odbudowana i przywrócono jej dawny wygląd.
Świątynia składa się z nawy głównej i naw bocznych. W prezbiterium, w ołtarzu głównym jest umieszczony obraz Matki Bożej Karczewskiej. Po jego lewej i prawej stronie znajdują się obrazy czterech Ewangelistów. Ambona jest złocona, w kształcie łodzi. Na ścianach bocznych kościoła znajdują się ołtarze: Przemienienia Pańskiego i Wniebowzięcia Najświętszej Maryi Panny. Przy drzwiach wejściowych do budowli są powieszone obrazy Dobrego Pasterza i Syna Marnotrawnego. W kaplicy „Ecce Homo” jest umieszczona bogato rzeźbiona w gipsie figura „Chrystusa u słupa”. Do najstarszych elementów wyposażenia należy krzyż gotycki powieszony naprzeciw ambony. Trzy obrazy Michała Elwiro Andriollego przedstawiają: św. Kazimierza, Chrystusa w grobie oraz Matkę Bożą Smutną.